# A Cure for Suffragettes
A Cure for Suffragettes er en amerikansk stumfilm fra 1913 af Edward Dillon.